# Jacques Breguet
Pour les articles homonymes, voir Breguet.
Jacques Eugène Henri Breguet, né le 23 avril 1881 à Paris 1er et mort le 20 mars 1939 à Paris 16e, est un ingénieur aéronautique, polytechnicien et industriel français. 

## Biographie
Fils de l'ingénieur Antoine Breguet (1851-1882) et de Marie Eugénie Dubois (1858-1903), son épouse, il est le benjamin d'une fratrie de trois enfants orphelins de père en bas âge. Il est le frère puiné de Madeleine Camille Breguet (1878-1900), mariée en 1898 à Jacques Bizet (1872-1922), fils du compositeur Georges Bizet, et le frère cadet de l'avionneur Louis Charles Breguet (1880-1955).